# Emma Tennant
Emma Christina Tennant (geboren am 20. Oktober 1937 in London; gestorben am 21. Januar 2017 ebenda) war eine britische Schriftstellerin, in deren Werk Phantastik und Science-Fiction eine wesentliche Rolle spielen. Einen weiteren Schwerpunkt bilden Fortsetzungen klassischer englischer Romane, darunter mehrerer Romane Jane Austens.

## Leben
Tennants Familie gehörte der schottischen Aristokratie an. Ihr Vater war Christopher Grey Tennant, 2. Baron Glenconner, ihre Mutter Elizabeth Lady Glenconner, geborene Powell. Sie war die jüngere Schwester des Geschäftsmanns Colin Tennant. Als sie zwei Jahre alt war, übersiedelte die Familie nach The Glen, einem herrschaftlichen Besitz an der schottischen Grenze, wo Tennant aufwuchs, bis die Familie nach London zurückkehrte, als Tennant 9 Jahre alt war. Sie besuchte in London die St Paul’s Girls’ School, eine renommierte Privatschule, die sie mit 15 verließ. Es folgten Studien in Oxford und in Paris.
1956 debütierte sie am britischen Hof und heiratete ein Jahr später Sebastian Yorke, den Sohn des Romanciers Henry Vincent Yorke. Die Ehe wurde geschieden, wie auch weitere Ehen mit Christopher Booker, Gründer der Satirezeitschrift Private Eye, und dem Journalisten Alexander Cockburn. Sie hatte aus der Ehe mit Yorke einen Sohn, den Schriftsteller Matthew York (geboren 1958), aus der Ehe mit Cockburn eine Tochter und aus der Verbindung mit dem Verleger Michael Dempsey eine weitere Tochter.
In den 1960er Jahren begann Tennant als Journalistin zu arbeiten, zunächst 1963 als Korrespondentin der Frauenzeitschrift Queen, 1966 dann als Redakteurin für Vogue. Von 1975 bis 1978 war sie Herausgeberin der Literaturzeitschrift Bananas. Zu den Autoren der Zeitschrift gehörte neben Angela Carter, Elaine Feinstein und Sara Maitland auch Ted Hughes, mit dem Tennant eine Beziehung verband. Diese Beziehung und die Geschichte der Zeitschrift Bananas bis zu deren Einstellung 1979 bildet den Hintergrund von Tennants autobiographischem Buch Burnt Diaries. Außerdem bilden die Dichterin Sylvia Plath, Ted Hughes und Hughes’ Geliebte Assia Wevill das tragische Dreieck, von dem Tennants Roman The Ballad of Sylvia and Ted (2001) erzählt.  Nach dem Ende von Bananas arbeitete Tennant ab 1982 als Herausgeberin von In Verse und war ab 1985 Herausgeberin der Reihe Lives of Modern Women beim Verlag Viking Press. 1982 wurde sie Fellow der Royal Society of Literature. 1996 ehrte die University of Aberdeen sie durch eine Ehrendoktorwürde.
1964 hatte Tennant unter dem Pseudonym Catherine Aydy ihren Debütroman The Colour of Rain, in dem sie Künstlichkeit und Oberflächlichkeit des Lebens der englischen Oberschicht ins Visier nahm. Ihr zweiter Roman folgte erst fast ein Jahrzehnt später mit The Time of the Crack (1973). 1972 hatte Tennant einige Vertreter der New Wave der  Science-Fiction kennengelernt, darunter Michael Moorcock, John Sladek und vor allem J. G. Ballard. Diese regten Tennant an, Elemente der Science-Fiction in ihre Texte aufzunehmen, und The Time of the Crack war das erste Beispiel dieser neuen Richtung in Tennants Arbeit. In The Crack öffnet sich mitten in London eine Verwerfung. Der dadurch verursachte Riss („crack“) verschluckt die Themse und öffnet einen Abgrund mit allegorischer Funktion. Das Resultat ist eine komische Apokalypse, in der die herrschenden Gruppen (Kapitalisten, Psychiater etc.) um eine Überwindung des Abgrunds ringen. Ballard, Moorcock und Sladek wurden später dann auch Autoren von Bananas.
Weitere „Science-Fiction“-Romane Tennants – die man als Beispiele von Slipstream-Literatur betrachten kann, insofern hier aus dem Kontext des realistischen Mainstream Elemente der Science-Fiction (hier der apokalyptische SF-Roman im Stil von Ballard) aufgenommen werden, ohne sich die Konventionen des SF-Geres zu eigen zu machen – sind die beiden folgenden Romane The Last of the Country House Murders (1974) und Hotel de Dream (1976). Sie zeigen das England einer nahen Zukunft, erschüttert von mit einem satirischen Pinsel gezeichneten Krisen.
Mit Bad Sister (1978) verließ Tennant den Slipstream und wandte sich dem mit Elementen des Mythischen und Übersinnlichen angereicherten psychologischen Roman zu, wobei Bad Sister der erste Roman ist, in dem sie ein Werk eines anderen Autors aufgreift und transformiert – hier James Hoggs Confessions of a Justified Sinner, ein Buch, das sie als Kind in Schottland gelesen und das sie damals stark beeindruckt hatte – bei Tennant wird aus dem Protagonisten eine Frau. Weitere Romane aus dieser Gruppe sind Wild Nights (1979) und Woman Beware Woman (1983).
Zu Tennants Transformationen und Fortsetzungen klassischer Erzählungen und Romane zählen neben Bad Sister:
- Queen of Stones (1982): feministische Umformung von William Goldings Lord of the Flies
- Two Women of London: The Strange Case of Ms. Jekyll and Mrs. Hyde (1989): Vorbild ist Robert Louis Stevensons Strange Case of Dr. Jekyll and Mr. Hyde
- Faustine (1991): eine Umschreibung der Faust-Geschichte
- Pemberley (1993) und An Unequal Marriage (1994): zwei Fortsetzungen von Jane Austens Pride and Prejudice
- Emma in Love (1996): Fortsetzung von Austens Emma
- Elinor and Marianne (1996): Fortsetzung von Austens Sense and Sensibility
- Adele : Jane Eyre's Hidden Story: Seitenstück zu Jane Eyre von Charlotte Brontë
- Heathcliff’s Tale (2005): Emily Brontës Wuthering Heights aus anderer Perspektive
- The Beautiful Child (2012): Fortschreibung einer unvollendeten Erzählung von Henry James

Als anerkannte Spezialistin für Fortsetzungen und literarische Wiederbelebungen sollte Tennant auch eine weitere Fortsetzung von Margaret Mitchells Vom Winde verweht schreiben, die erste Fassung dieser Fortsetzung wurde jedoch vom Verlag vehement abgelehnt und das Projekt scheiterte, zu Tennants großem Bedauern.
Eine  weitere Gruppe von Werken bilden jene, in denen sich Tennant mit der britischen Gesellschaft und insbesondere den Sitten und Gebräuchen der Oberschicht satirisch auseinandersetzt. Neben ihrem Erstling The Colour of Rain gehören zu dieser Gruppe The Adventures of Robina (1986), The House of Hospitalities (1987, deutsch als Mädchen im Herrenhaus) und A Wedding of Cousins (1988, deutsch als Heiratsfieber).
2008 hatte Tennant Tim Owens geheiratet, damals seit 33 Jahren ihr Lebenspartner – nicht nur wegen der Erbschaftsteuer für das gemeinsame Haus, wie sie seinerzeit bekannte. Tennant starb 2017 im Alter von 79 Jahren an Posteriorer kortikaler Atrophie, einer Form der Alzheimer-Krankheit. Ihr Nachlass befindet sich in der National Library of Scotland.

## Bibliografie
Romane
- The Colour of Rain (1964, als Catherine Aydy)
- The Time of the Crack (1973, auch als The Crack, 1978)
- The Last of the Country House Murders (1974)
- Hotel de Dream (1976)
- The Bad Sister (1978)
- Wild Nights (1979)
- Alice Fell (1980)
  - Deutsch: Das scharfe Blau der Luft. Übersetzt von Angela Praesent. Frankfurter Verlags-Anstalt, Frankfurt am Main 1988, ISBN 3-627-10007-7.
- Queen of Stones (1982)
- Woman Beware Woman (1983, auch als The Half-Mother, 1985)
- Black Marina (1985)
- The Adventures of Robina, by Herself: Being the Memoirs of a Debutante at the Court of Queen Elizabeth II (1986)
- The House of Hospitalities (1987)
  - Deutsch: Mädchen im Herrenhaus. Übersetzt von Astrid Arz. Schneekluth, München 1990, ISBN 3-7951-1083-1.
- A Wedding of Cousins (1988)
  - Deutsch: Heiratsfieber. Übersetzt von Astrid Arz. Schneekluth, München 1995, ISBN 3-7951-1156-0.
- The Magic Drum (1989)
- Two Women of London: The Strange Case of Ms. Jekyll and Mrs. Hyde (1989)
- Sisters and Strangers (1990)
- Faustine (1991)
- Pemberley; or, Pride and Prejudice Continued (1993, auch als Pemberley: A Sequel to Pride and Prejudice)
  - Deutsch: Pemberley. Übersetzt von Susanne Lüdcke. Heyne, München 1996, ISBN 3-453-10826-4.
- Tess (1993)
- An Unequal Marriage; or, Pride and Prejudice Twenty Years Later (1994)
  - Deutsch: Die Erben von Pemberley. Übersetzt von Susanne Lüdcke. Heyne, München 1997, ISBN 3-453-11662-3.
- Travesties (1995)
- Emma in Love : Jane Austen's Emma Continued (1996)
- Elinor and Marianne : A Sequel to Sense and Sensibility (1996)
- The Ballad of Sylvia and Ted (2001)
- A House in Corfu : A Family's Sojourn in Greece (2001)
- Felony : The Private History of the Aspern Papers (2002)
- Adele : Jane Eyre's Hidden Story (2003, auch als The French Dancer's Bastard, und als Thornfield Hall: Jane Eyre's Hidden Story, 2007)
- Corfu Banquet : a Seasonal Memoir with Recipes (2004)
- Heathcliff's Tale (2005)
- The Harp Lesson (2005)
- The Autobiography of the Queen (2007)
  - Deutsch: Die Autobiografie der Queen. Übersetzt von Sabine von Sternstein. DTV, München 2008, ISBN 978-3-423-21105-5.
- Confessions of a Sugar Mummy (2007)
- The Beautiful Child : A Ghost Story Based on a Tale by Henry James (2012)
- Hitler's Girls (2013)

Kurzgeschichten
- Mrs. Ragley (1973)
- Mrs. Barratt's Ghost (1973)
- Philomela (1977)
- The Bed That Mick Built (1977)
- Cupboard Love (1979)
- Tortoise-Shell Endpapers (1979)
- The Frog Prints (1983)
- The German in the Wood (1984)

Kinderbücher
- The Boggart (1980)
- The Search for Treasure Island (1981)
- The Ghost Child (1984)
- Dare's Secret Pony (1991)
- Princess Cinderella and Her Wicked Sisters (1996, mit Alex De Wolf)

Sachliteratur
- The ABC of Writing (1992)
- Hooked Rugs (1995, mit Ann Davies)
- Girlitude: A Memoir of the 50s and 60s (1999)

Drehbuch
Frankenstein's Baby, 1990.
Autobiographie
- Strangers: A Family Romance (1999)
- Burnt Diaries (1999)
- Girlitude : A Memoir of the 50s and 60s (1999)
- Waiting for Princess Margaret (2009)

Herausgeber
- Bananas (1977)
- Saturday Night Reader (1979)